# كوينتين لافارج
كوينتين لافارج (بالفرنسية: Quentin Lafargue)‏ مواليد 17 نوفمبر 1990 في فرنسا، هو دراج فرنسي.

## الميداليات
| الميدالية | المسابقة                               |
| --------- | -------------------------------------- |
| برونزية   | بطولة العالم للدراجات على المضمار 2015 |

## روابط خارجية
- كوينتين لافارج على موقع الاتحاد الدولي للدراجات (الإنجليزية)
- كوينتين لافارج على موقع أرشيف الدراجات (الإنجليزية)
- كوينتين لافارج على موقع CycleBase (الإنجليزية)
- كوينتين لافارج على موقع اللجنة الأولمبية الفرنسية (مؤرشف) (الفرنسية)